# Goupillières (Sekwana Nadmorska)
Goupillières – miejscowość i gmina we Francji, w regionie Normandia, w departamencie Sekwana Nadmorska.
Według danych na rok 1990 gminę zamieszkiwało 366 osób, a gęstość zaludnienia wynosiła 89 osób/km² (wśród 1421 gmin Górnej Normandii Goupillières plasuje się na 557. miejscu pod względem liczby ludności, natomiast pod względem powierzchni na miejscu 761.).